# エルラン・セリクジャノフ
エルラン・セリクジャノフ（Yerlan Serikzhanov、1995年2月12日 - ）は、カザフスタン出身の柔道家。階級は66kg級。身長170cm。

## 経歴
2011年の世界カデ55kg級で3位になった。その後階級を66kg級に上げるが、大きな実績はなかった。2018年になるとグランプリ・チュニスで3位、グランプリ・アガディールで2位になった。世界選手権では世界ランキング36位の伏兵ながら準決勝まで進むと、世界ランキング1位であるイスラエルのタル・フリッカーに一本勝ちした。しかし、決勝では世界チャンピオンの阿部一二三に内股で敗れて2位に終わった。2021年7月に日本武道館で開催された東京オリンピックでは2回戦で敗れた。

## 主な戦績
- 2011年 - 世界カデ 3位（55kg級）
- 2018年 - グランプリ・チュニス 3位
- 2018年 - グランプリ・アガディール 2位
- 2018年 - 世界選手権 2位
- 2018年 - グランドスラム・アブダビ 2位
- 2019年 - グランプリ・マラケシュ 3位
- 2019年 - アジアパシフィック柔道選手権 優勝
- 2020年 - グランプリ・テルアビブ 2位
- 2021年 - ワールドマスターズ 7位
- 2021年 - グランドスラム・タシケント 5位

（出典、JudoInside.com）